# Грабово (Могилёвская область)
Грабово (бел. Грабава) — деревня в Бобруйском районе Могилёвской области Беларуси. Входит в состав Слободковского сельсовета.

## География
Деревня находится в юго-западной части Могилёвской области, при автодороге Р-55, на расстоянии приблизительно 4 километров (по прямой) к юго-западу от города Бобруйска, административного центра района. Абсолютная высота — 148 метров над уровнем моря. Площадь населённого пункта — 0,576 км².

## История
Деревня известна с XVIII века.
По состоянию на 1907 год, в Грабове имелось 25 дворов и проживало 215 человек. В административном отношении входила в состав Горбацевичской волости Бобруйского уезда Минской губернии.
В 1931 году, в ходе проведения коллективизации, был образован колхоз «13 лет Красной Армии».

## Население
По данным переписи 2019 года, в деревне проживало 65 человек.
| Год  | Население, человек |
| ---- | ------------------ |
| 1897 | 147                |
| 1907 | ↗ 215              |
| 1917 | ↗ 259              |
| 1959 | ↘ 182              |
| 1970 | ↘ 159              |
| 1986 | ↘ 104              |
| 2007 | ↘ 84               |
| 2009 | ↘ 75               |
| 2019 | ↘ 65               |